# Quello strano desiderio
 Quello strano desiderio   è un film italiano del 1980 diretto da Enzo Milioni.

## Trama
Due alieni del pianeta Alpha 4 vincono ad concorso della locale televisione un viaggio premio sulla Terra. Arrivano a Bari, ove entrano nei corpi di due poveri ragionieri.
Sono coinvolti in rocambolesche avventure, ricche di equivoci, ma se la cavano facendo uso dei loro superpoteri. Poi dal loro pianeta atterrano in città due belle donne, con il ruolo di agenti di spionaggio con il compito di catturarli, ma – invece - nascono storie di sesso e tutti rinunciano alla propria patria extraterrestre.

## Produzione
Il film è prodotto da Armando Bertuccioli, come il precedente La sorella di Ursula, diretto dallo stesso Enzo Milioni, che conferma anche Mimì Uva per le musiche originali e l'attore Vanni Materassi.
Il film fu girato quasi tutto a Bari (molo del circolo canottieri Barion, lungomare, corso Cavour e via Melo): i due protagonisti alloggiano all'hotel Ambasciatori e lavorano come ragionieri nella sede de La Gazzetta del Mezzogiorno.
Solo alcune riprese avvengono a Torre Canne e Trani.
Per il film vennero realizzati alcuni inserti hardcore all'insaputa dei due protagonisti.

## Critica
“È un fanta/porno che strizza l'occhio alla commedia sexy all'italiana che, proprio in quel periodo stava tramontando. il coraggioso tentativo di spingersi oltre, cercando la convivenza fra comicità dei protagonisti maschili e bellezza scollacciata di Marina Frajese, porta la pellicola ad essere classificata in un genere nascente di quell'epoca: l'hard, qui mescolato ad un po' di fantascienza nostrana.”
“Ancora attrici che hanno fatto la storia del cinema di nudo, ovvero Dirce Funari e Marina Lotar, che insieme a varie altre bellezze sono le protagoniste femminili del quasi-hardcore Quello strano desiderio, un film che si sposta dalla commedia sexy alla pornografia senza esplorare bene nessuno dei generi.”

Poco tempo dopo lo stesso Ciardo lo definì un pessimo film.